# الجمال العظيم
الجمال العظيم (بالإنجليزية: The Great Beauty)‏ هو فيلم تم إنتاجه في إيطاليا سنة 2013.

## طاقم التمثيل
- توني سيرفيلو
- كارلو فيردونا
- سابرينا فيريللي

## وصلات خارجية
- الموقع الرسمي
- الجمال العظيم على موقع IMDb (الإنجليزية)
- الجمال العظيم على موقع ميتاكريتيك (الإنجليزية)
- الجمال العظيم على موقع روتن توميتوز (الإنجليزية)
- الجمال العظيم على موقع قاعدة بيانات الأفلام العربية
- الجمال العظيم على موقع ألو سيني (الفرنسية)
- الجمال العظيم على موقع Turner Classic Movies (الإنجليزية)
- الجمال العظيم على موقع أول موفي (الإنجليزية)
- الجمال العظيم على موقع بوكس أوفيس موجو (الإنجليزية)
- الجمال العظيم على موقع فيلمافينيتي (الإسبانية)
- الجمال العظيم على موقع قاعدة بيانات الأفلام السويدية (السويدية)
- الجمال العظيم على موقع أول موفي.